# Edmond Lailler
 (octobre 2011).
Si vous disposez d'ouvrages ou d'articles de référence ou si vous connaissez des sites web de qualité traitant du thème abordé ici, merci de compléter l'article en donnant les références utiles à sa vérifiabilité et en les liant à la section « Notes et références ».
Edmond Lailler, né le 15 août 1889 à Saint-Céneré et mort de sa déportation le 21 août 1945 au Kremlin-Bicêtre, est un chef de réseau de résistance en Ille-et-Vilaine pendant la Seconde Guerre mondiale.

## Biographie
Le 6 juin 1911, il pose sa candidature pour le titre d'élève-officier de réserve. Il suit des cours spéciaux et prend l'engagement de participer ultérieurement à des périodes supplémentaires d'instruction.
Il est nommé sous-lieutenant de réserve par décret du 26 mars 1912 pour prendre rang au 1er avril 1912 et affecté par décision ministérielle au 64e régiment d'infanterie.

### «La Grande Guerre» 1914-1918
Il rejoint son régiment le 3 août 1914 et prend le commandement d'une section. Le 28 août, à Bulson près de Sedan, le sous-lieutenant Edmond Lailler entraîne à deux reprises sa section à l'assaut d'une position ennemie fortement défendue. Il reste sur le terrain grièvement blessé - poignet droit traversé par une balle, éclats de shrapnel dans la poitrine et le ventre, cuisse droite ouverte… Il est relevé inconscient par les brancardiers allemands.
Il est interné  à la citadelle de Mayence, puis à Strasbourg, à Gutersloh, à Heidelberg. En 1916, il est hospitalisé en Suisse. Il sera rapatrié comme grand blessé le 19 octobre 1917. Ses blessures exigent des interventions chirurgicales répétées. Il en éprouvera toujours une gêne sérieuse. Un rapport de santé précise ultérieurement à son sujet « projectile intra-abdominal non extrait bien supporté ».
Il a pris rang de lieutenant le 1er avril 1916. De retour en France, son statut de prisonnier rapatrié ne lui permet pas de prendre le commandement d'une unité combattante. Il est désigné pour instruire la classe 1919 puis les "récupérés des régions libérées". Après avoir exercé comme lieutenant les fonctions de commandant de compagnie, il est nommé directeur des trois unités d'instruction de Blain (Loire atlantique).

### L'entre-deux guerres
La paix revenue, Edmond Lailler est mis en congé de démobilisation à dater du 3 août 1919 et se retire à Guémené-Penfao (Loire atlantique). Il avait épousé  le 30 avril 1919 Marie Moyon.
Il enseigne au Lycée de Brest. Il est ensuite professeur au petit lycée du lycée de Rennes, aujourd'hui lycée Émile-Zola. Il complète sa formation à Oxford, puis à la Faculté des Lettres de Rennes. À sa demande, il est maintenu dans le cadre des officiers de réserve. Il est promu Capitaine par décret du 31 décembre 1923. Proposé à titre exceptionnel Chevalier de la Légion d'honneur, il est nommé par décret du 31 décembre 1930. Titulaire de plusieurs certificats de Licence, parlant couramment l'anglais, le capitaine Lailler s'oriente vers le service d'État-Major où il est admis par décision ministérielle du 20 décembre 1930.

### La guerre 1939-1945
En 1938, le capitaine Lailler est promu chef de bataillon par décret du 19 décembre 1938 pour prendre rang au 25 décembre mais la guerre éclate. Le 2 décembre 1939, il quitte son lycée pour l'État-Major du Groupe de subdivision de Rennes.
Il reçoit pour mission d'encadrer des éléments polonais qui avaient réussi à s'échapper après l'invasion de leur pays. En juin 1940, il parviendra à les faire embarquer pour l'Angleterre avant l'arrivée des troupes allemandes. Démobilisé le 30 août 1940, il reprend au mois d'octobre son service au lycée de Rennes.

### Chef de réseau de résistance
Dès l'hiver 1940-41, il prend des contacts avec les mouvements de Résistance qui se créent en zone occupée.Son activité s'intensifie avec le début de l'année 1943. Il est l'un des responsables du Service National Maquis (S.N.M.) dont la mission est de regrouper et de ravitailler les "réfractaires du STO" (Service du travail obligatoire - instauré par les Allemands en zones occupées) puis de les former afin qu'ils puissent rejoindre les rangs de l'Armée Secrète (AS).
Chargé de coordonner l'action militaire des trois mouvements "Libération-Nord", "Organisation Civile et Militaire" (OCM) et SNM, il en devient l'un des dirigeants pour le département d'Ille-et-Vilaine.
Il prévoit d'organiser pour la fin du mois de décembre 1943 un stage d'armement sous la conduite d'un officier attendu de Londres… mais le 31 décembre 1943 il est arrêté, ainsi que plusieurs autres membres de son réseau.

### Déportation
Incarcéré à Rennes (Maison d'arrêt Jacques Cartier), il est déporté en Allemagne le 29 juin 1944. Il tient en cachette un journal dans lequel il relate les événements au jour le jour. On dénombre 500 morts pendant le transport.
Il est interné au Camp de Neuengamme puis au camp de Ravensbruck - matricule 40276.
Il est libéré le 30 avril 1945. Soigné trop tard, à l'hôpital du Kremlin-Bicêtre à Paris, il y meurt le 21 août 1945.
Il repose au cimetière de l'Est à Rennes.

## Postérité

### Distinctions
- Chevalier de la Légion d'honneur (décret du 31 décembre 1930).
- Médaille de la Résistance française (décret du 15 octobre 1945 publié au Journal Officiel du 19 octobre 1945)[5]

### Hommages
Chef de bataillon Lailler : corps d'officiers de réserve du service d'État-major (ORSEM) de l'armée française portant le nom d'Edmond Lailler. Promotion 1993
Rue Edmond Lailler : la ville de Rennes (Ille-et-Vilaine) a donné son nom à une rue.